# Cephalops
Cephalops är ett släkte av tvåvingar. Cephalops ingår i familjen ögonflugor.

## Dottertaxa tillCephalops, i alfabetisk ordning[1][2]
- Cephalops abditus
- Cephalops acklandi
- Cephalops acrothrix
- Cephalops adamanteus
- Cephalops aeneus
- Cephalops albivillosus
- Cephalops alienus
- Cephalops amapaensis
- Cephalops amembranosus
- Cephalops amplus
- Cephalops apletomeris
- Cephalops argenteus
- Cephalops argutus
- Cephalops ariadneae
- Cephalops artifrons
- Cephalops bellulus
- Cephalops bequaerti
- Cephalops bicuspidis
- Cephalops bifidus
- Cephalops boharti
- Cephalops brasiliensis
- Cephalops buclavus
- Cephalops burmensis
- Cephalops caeruleimontanus
- Cephalops calcaratus
- Cephalops callistus
- Cephalops calvus
- Cephalops candidulus
- Cephalops canutifrons
- Cephalops carinatus
- Cephalops cautus
- Cephalops chandiensis
- Cephalops chauliosternum
- Cephalops cochleatus
- Cephalops congoensis
- Cephalops conjunctivus
- Cephalops cornutus
- Cephalops crassispinus
- Cephalops curvarmatus
- Cephalops delomeris
- Cephalops deminitens
- Cephalops digitatus
- Cephalops emeljanovi
- Cephalops eufraternus
- Cephalops euryhymenos
- Cephalops excellens
- Cephalops eximius
- Cephalops extimus
- Cephalops filicicola
- Cephalops flaviventris
- Cephalops flavocinctus
- Cephalops fraternus
- Cephalops furnaceus
- Cephalops gansuensis
- Cephalops gnomus
- Cephalops gracilentus
- Cephalops grandimembranus
- Cephalops grootaerti
- Cephalops haleakalaae
- Cephalops hardyi
- Cephalops hawaiiensis
- Cephalops hemistilbus
- Cephalops hirtifemurus
- Cephalops holomelas
- Cephalops huashanensis
- Cephalops imperfectus
- Cephalops inchoatus
- Cephalops incohatus
- Cephalops inflatus
- Cephalops injectivus
- Cephalops innitidus
- Cephalops inpaganus
- Cephalops javensis
- Cephalops juvator
- Cephalops juvencus
- Cephalops kalimus
- Cephalops kashmerensis
- Cephalops koolauensis
- Cephalops kumaonensis
- Cephalops kumatai
- Cephalops kunashiricus
- Cephalops kurilensis
- Cephalops laeviventris
- Cephalops laterisutilis
- Cephalops libidinosus
- Cephalops limatus
- Cephalops longicaudus
- Cephalops longiductulis
- Cephalops longipennis
- Cephalops longisetosus
- Cephalops longistigmatis
- Cephalops longistylis
- Cephalops lubuti
- Cephalops lucidus
- Cephalops lusingensis
- Cephalops macrothrix
- Cephalops maculiventris
- Cephalops magnimembrus
- Cephalops mainensis
- Cephalops mashobraensis
- Cephalops megameris
- Cephalops melanopodis
- Cephalops metallicus
- Cephalops molokaiensis
- Cephalops multidenticulatus
- Cephalops mundulus
- Cephalops nagatomii
- Cephalops navus
- Cephalops nigricoxa
- Cephalops nigrifrons
- Cephalops nigronitens
- Cephalops nigrotarsatus
- Cephalops nitidellus
- Cephalops nitidus
- Cephalops oahuensis
- Cephalops obscuratus
- Cephalops obstipus
- Cephalops obtusinervis
- Cephalops obtusus
- Cephalops orbiculatus
- Cephalops orestes
- Cephalops pacatus
- Cephalops paganus
- Cephalops palawanensis
- Cephalops pallidipleura
- Cephalops pallidivittipes
- Cephalops pallipes
- Cephalops pannonicus
- Cephalops papuaensis
- Cephalops parmatus
- Cephalops parvicornis
- Cephalops pauculus
- Cephalops pedernalensis
- Cephalops pendleburyi
- Cephalops penepauculus
- Cephalops penultimus
- Cephalops perkinsiellae
- Cephalops perpaucus
- Cephalops perspicuus
- Cephalops phaethus
- Cephalops philippinensis
- Cephalops ponti
- Cephalops proditus
- Cephalops pulvillatus
- Cephalops quasilubuti
- Cephalops robustus
- Cephalops rotundipennis
- Cephalops ruandensis
- Cephalops saegeri
- Cephalops sectus
- Cephalops seminitidus
- Cephalops shanghaiensis
- Cephalops shikotanicus
- Cephalops shisanlingensis
- Cephalops signatus
- Cephalops splendens
- Cephalops straminipes
- Cephalops stygius
- Cephalops subultimus
- Cephalops swezeyi
- Cephalops taiwanensis
- Cephalops talyshensis
- Cephalops terraereginensis
- Cephalops terryi
- Cephalops tibetanus
- Cephalops timberlakei
- Cephalops titanus
- Cephalops trichostylis
- Cephalops turkmenorum
- Cephalops ugandensis
- Cephalops ultimus
- Cephalops uluhe
- Cephalops validus
- Cephalops varipes
- Cephalops varius
- Cephalops villifemoralis
- Cephalops villosiscutum
- Cephalops vinnulus
- Cephalops visendus
- Cephalops vittipes
- Cephalops xanthocnemis
- Cephalops yoshiyasui
- Cephalops zululandicus